# Ешленд (Нью-Джерсі)
Ешленд (англ. Ashland) — переписна місцевість (CDP) в США, в окрузі Кемден штату Нью-Джерсі. Населення — 8513 особи (2020).

## Географія
Ешленд розташований за координатами 39°52′34″ пн. ш. 75°0′30″ зх. д. / 39.87611° пн. ш. 75.00833° зх. д. (39.876228, -75.008265).  За даними Бюро перепису населення США в 2010 році переписна місцевість мала площу 7,56 км², з яких 7,55 км² — суходіл та 0,01 км² — водойми.

## Демографія
Згідно з переписом 2010 року, у переписній місцевості мешкали 8302 особи в 3084 домогосподарствах у складі 2225 родин. Густота населення становила 1098 осіб/км².  Було 3215 помешкань (425/км²).
Расовий склад населення:
| - 80,3 % — білих - 9,1 % — азіатів - 7,0 % — чорних або афроамериканців - 0,1 % — корінних американців - 1,3 % — осіб інших рас |

До двох чи більше рас належало 2,3 %. Частка іспаномовних становила 5,8 % від усіх жителів.
За віковим діапазоном населення розподілялося таким чином: 21,9 % — особи молодші 18 років, 59,4 % — особи у віці 18—64 років, 18,7 % — особи у віці 65 років та старші. Медіана віку мешканця становила 43,4 року. На 100 осіб жіночої статі у переписній місцевості припадало 93,3 чоловіків;  на 100 жінок у віці від 18 років та старших — 88,8 чоловіків також старших 18 років.
Середній дохід на одне домашнє господарство  становив 100 756 доларів США (медіана — 86 787), а середній дохід на одну сім'ю — 115 121 долар (медіана — 101 321). Медіана доходів становила 68 958 доларів для чоловіків та 52 109 доларів для жінок. За межею бідності перебувало 4,7 % осіб, у тому числі 4,4 % дітей у віці до 18 років та 3,0 % осіб у віці 65 років та старших.
Цивільне працевлаштоване населення становило 4136 осіб. Основні галузі зайнятості: освіта, охорона здоров'я та соціальна допомога — 28,7 %, роздрібна торгівля — 14,5 %, фінанси, страхування та нерухомість — 12,1 %, науковці, спеціалісти, менеджери — 11,0 %.